# 志水なおたか
志水なおたか　は日本のイラストレーター 原画家。
旧名義は【志水直隆】

## 主な作品

### 書籍
挿絵
- お嬢様ハーレム　姉妹とメイドと執事のボク （著：上原りょう 美少女文庫）
- あねあねハーレム　お姉ちゃんはふたご先生 （著：上原りょう　美少女文庫）
- 巫女巫女ハーレム―四姉妹がお仕えします!（著：上原りょう　美少女文庫）
- ぷりんせすハーレム―お姫様は負けられない! （著：上原りょう　美少女文庫）

### ゲーム
アダルトゲーム
- トラヴュランス　作品（志水直隆名義）
- 尽くしてあげちゃう 口でさいわい
- 帰ってきた尽くしてあげちゃう2 ～なんでもしちゃうの～
- 尽くしてあげちゃう3 ～わたしのご主人様～
- 尽くしてあげちゃう4 ～私たちの蜜月～
- 尽くしてあげちゃう5 ～求める乙女たち～
- 尽くして雀
- みんなで尽くしてあげちゃう

- 司書さんといっしょ☆
- 紀香たんといっしょ☆(2枚で看護しちゃうぞ)
- 看護しちゃうぞ
- 看護しちゃうぞ2 ～女子寮は萌えているか～
- 看護しちゃうぞ3 ～看護婦さんは甘えんぼ～
- 看護しちゃうぞ3 ～クリスマス限定企画編～

- 教えてあげちゃう
- 教えてあげちゃう2
- さ～もんぴんく
- とってもフェロモン
- あなたの幼妻
- 魔女っ娘シルク
- 朝までいっしょ☆～同棲物語～